# Anders Bing
Anders Bing, född 1525 på Smedstorps slott, död den 16 december 1589, var en skånsk adelsman och danskt riksråd.

## Biografi
Han var son till Kjeld Bing till Smedstorp och Kirsten Splid. Då han var sju år, blev han sänd till Norge, till sin morbror Jens Splid, som satte honom i skola i Bergen. Senare var han i huset hos flera framträdande adelsmän som Johan Rantzau och Peder Skram. 
Därefter var han i utländsk krigstjänst, särskilt i Ungern mot turkarna. Efter sin hemkomst blev han 1554 hovman hos hertig Fredrik på Malmöhus, som efter sin tronbestigning gjorde honom till sin køgemester. 
Bing deltog både i fälttåget mot Ditmarsken och i nordiska sjuårskriget. I det sista miste han bägge sina bröder och blev själv svårt sårad i slaget vid Svartrå. Efter fredsslutet blev han sänd som sändebud till Sverige och blev senare ofta använd till diplomatiska beskickningar. 
1581 blev han upptagen i riksrådet. Förutom ett par mindre län hade han från 1572 Varbergs slott i förläning, och här dog han 1589 efter någon tids sjukdom. 
Två dagar efter hans död kom kung Jakob VI av Skottland och drottning Anna till Varberg, och i närvaro av dem och en förnäm församling av danska och skotska riksråd och den halländska adeln och prästerskapet blev hans lik fört från Varberg till Träslövs kyrka. Kung Jakob hedrade dessutom Bings minne genom att själv författa en vers över honom. 
Samtidig med att kung Fredrik II 1572 firade sitt eget bröllop, höll han också Bings bröllop med jungfru Anne Pedersdatter Galt på Köpenhamns slott. Hon levde ännu 1605, men äktenskapet var barnlöst, och Bing dog som den siste av sin ätt.